# 平田実
平田 実（ひらた みのる、1972年9月2日 - ）は、日本の俳優、アニメーションプロデューサー。埼玉県出身。ジョイントオフィス所属・取締役制作1部長、合同会社月虹代表社員。

## 人物
身長160cm。体重95kg。
特技は現代殺陣（太刀、槍、六尺棒）、乗馬5級。
中型自動車運転免許、上級救命技能認定の資格あり。

## 出演作品

### テレビドラマ
- 救命病棟24時
- 相棒（2004年） - ホットドッグ屋
- 魔法戦隊マジレンジャー（2005年） - 引っ越し業者
- 仮面ライダーシリーズ
  - 仮面ライダーキバ（2008年） - 客8
  - 仮面ライダーウィザード（2013年） - 根本和良
- 闇金ウシジマくん - 丸山満男（雨男）[4][5]
  - Season1（2010年）
  - Season2（2014年）
  - Season3（2016年）
  - 外伝 闇金サイハラさん（2022年）
- NHKスペシャル / 死刑〜被害者遺族・葛藤の日々（2011年）

### 映画
- ピーピー兄弟（2002年）
- 追憶の木の下で
- 闇金ウシジマくん Part2（2014年） - 丸山満男

### Vシネマ
- 麻雀創世記 打天使

### 舞台
- 赤穂義士
- お蝶姐さん
- 元禄・馬の物言い
- 五稜郭
- 新撰組物語
- まつろわぬもの
- 妙海尼物語

### CM
- アサヒ飲料・さらり
- 味の素AGF・ブレンディ
- グリーンチャンネル「人篇」
- 興和・新ウナコーワクール「もろこし体操篇」
- 明星食品・一平ちゃん「エンジン腹篇」
- 日立製作所「ある村おこし篇」
- ロート製薬

### VP
- 佐川急便
- 日本消費者協会
- マイクロソフト

## 参加作品

### テレビアニメ
2015年
- だんちがい（プロデューサー）
- 不思議なソメラちゃん（プロデューサー）

2016年
- おじさんとマシュマロ（宣伝協力）
- 腐男子高校生活（プロデューサー）

2017年
- ちょぼらうにょぽみ劇場第三幕 あいまいみー 〜surgical friends〜（宣伝）
- 王様ゲーム The Animation（企画）
- まめねこ（企画）

2018年
- 奴隷区 The Animation（企画）
- 踏切時間（企画）
- 京都寺町三条のホームズ（企画）

2019年
- 女子かう生（企画）
- 超可動ガール1/6（プロデューサー）
- 魔王様、リトライ!（企画）
- ノブナガ先生の幼な妻（企画）

2020年
- ピーター・グリルと賢者の時間（企画）

2021年
- バトルアスリーテス大運動会 ReSTART!（企画）

2022年
- ピーター・グリルと賢者の時間 Super Extra（企画）

2023年
- 異世界ワンターンキル姉さん 〜姉同伴の異世界生活はじめました〜（アニメーションプロデューサー）
- てんぷる（アニメーションプロデューサー）
- 僕らの雨いろプロトコル（製作）

2024年
- じいさんばあさん若返る（エグゼクティブプロデューサー・アニメーションプロデューサー）
- 名湯『異世界の湯』開拓記 〜アラフォー温泉マニアの転生先は、のんびり温泉天国でした〜（企画）
- モブから始まる探索英雄譚（アニメーションプロデューサー）
- 魔王様、リトライ!R（アニメーションプロデューサー）

### Webアニメ
2021年
- トラとミケ（企画）